# Ne mogu skazat' 'proščaj'
Ne mogu skazat' 'proščaj' (Не могу сказать «прощай») è un film del 1982 diretto da Boris Durov.

## Trama
La ragazza Lida si innamora del bel sportivo Sergej, ma ne sposa un altro. Improvvisamente, una tragedia ha colpito e Sergej è costretto a letto a causa di una grave lesione spinale e sua moglie lo lascia. Venendo a conoscenza dei suoi problemi, Lida va da lui.